# Bruna Pellesi
Bruna Pellesi, en religion Maria Rosa de Jésus (11 décembre 1917 - 1er décembre 1972) est une religieuse catholique italienne, des sœurs Franciscaines Missionnaires du Christ. Elle est vénérée comme bienheureuse par l'Église catholique.

## Biographie
Bruna Pellesi naît dans une famille nombreuse, modeste et profondément religieuse. Après l'école élémentaire, elle se consacre aux travaux des champs et après la mort de ses oncles, elle s'occupe de ses sept neveux orphelins. Elle entre chez les Sœurs franciscaines missionnaires du Christ à Rimini à l'âge de 23 ans, prenant le nom de sœur Maria Rosa de Jésus.
Elle travaille dans les asiles de son institut à Sassuolo et à Ferrare mais à partir de 1945, elle est atteinte de la tuberculose et fut contrainte de se retirer à l'infirmerie de sa communauté. Là, elle se dévoue à ses sœurs malades alors qu'elle est elle-même malade. Malgré l'avancée de la maladie, elle redouble de soins pour ses compagnes et approfondit sa vie spirituelle. Le 8 décembre 1961, fête de l'Immaculée Conception, elle fait l'offrande de sa vie et offre ses souffrances pour le salut des âmes.
Elle meurt le 1er décembre 1972, âgée de 55 ans.

## Béatification
Le 1er juillet 2000, le pape Jean-Paul II reconnaît l'héroïcité de ses vertus et la déclare vénérable et le 26 juin 2006, le pape Benoît XVI décrète l'authenticité d'un miracle attribué à son intercession, ouvrant ainsi la voie à la béatification.
Le préfet de la Congrégation pour les causes des saints, le cardinal José Saraiva Martins, préside le rite de béatification de Bruna Pelessi, célébré le 29 avril 2007 dans la cathédrale de Rimini.

## Sources
- http://nominis.cef.fr/contenus/saint/12477/Bienheureuse-Marie-Rose-Pellesi.html